# Calanthe keshabii
Calanthe keshabii är en orkidéart som beskrevs av S.Z. Lucksom. Calanthe keshabii ingår i släktet Calanthe och familjen orkidéer. Inga underarter finns listade i Catalogue of Life.